# Kale-je Hasan-Ali
Kale-je Hasan-Ali (perz. قلعه حسن علی) je vulkansko polje u Kermanskoj pokrajini na jugoistoku Irana. Nalazi se približno 120 km od grada Kermana, a najbliža okolna naselja su mu Rajen, Darb-e Behešt i Bam. Sastoji se od niza kratera odnosno tipičnih maarova među kojima najveći ima promjer od 1200 m, obod na nadmorskoj visini od 2337 m, te dubinu od približno 300 m. Ovaj je krater položen na sjeverozapadnim padinama planina Pain i Namak-Zar.
Kale-je Hasan-Ali je geomorfološki dijelom Srednjoiranskog gorja, a geološki predstavlja jugoistočni krak pojasa vulkanskih stijena koji se proteže do Sahanda u Azarbajdžanu na sjeverozapadu Irana. Navedeni subdukcijski pojas rezultat je sudara euroazijske i arapske litosferne ploče koji se odigrava od oligocena, a sam masiv Kale-je Hasan-Alija oblikovan je kroz pleistocen. Na križištu srednjeg i istočnog gorja nalazi se vulkanska regija koja uz Kale-je Hasan-Ali obuhvaća i Bazman, Kuh-e Nader, te Taftan.
Većina kratera imaju obode u potpunosti sastavljene od klastičnih stijena, dok najveći sadrži tefrit sastavljen od flogopitskih fenokristala, klinopiroksena i olivina u podlozi od anortoklasa, analcima, haujnita, klinopiroksena i magnetita. Vulkanska erupcija kod ovih kratera nije zabilježena tisućama godina, a pretpostavlja se da je posljednja nastupila tijekom holocena.

## Poveznice
- Zemljopis Irana
- Popis iranskih vulkana